# Hampshire League
The Hampshire League är en engelsk fotbollsliga baserad i Hampshire. Den ligger på nivå 12 i det engelska ligasystemet, men man är inte med i NLS.
Innan 2004 hade Hampshire League tre divisioner och agerade som en matarliga till Wessex League, men när Wessex League 2004 expanderade från en till tre divisioner (nu Wessex League Premier Division, Wessex League Division One och Wessex League Division Two) lämnade de flesta klubbarna ligan. Klubbar som vill avancera uppåt i ligasystemet söker sig numera troligen till Wessex League Division Two
Hampshire League matades innan 2004 av Aldershot & District League, Isle of Wight Saturday Football League, North Hants League, Portsmouth Saturday Football League, Bournemouth Saturday Football League och Southampton Saturday Football League. Efter Wessex Leagues expansion är ligastrukturen i Hampshire oklar. 2006 flyttade Wellow FC från Southampton League rakt upp till Wessex League medan Four Marks flyttade från Aldershot League till Hampshire League.

## Mästare sedan skapandet av nya Hampshire League in 2004
| Säsong  | Mästare               |
| ------- | --------------------- |
| 2004-05 | Sporting B T C        |
| 2005-06 | Mottisfont FC         |
| 2006-07 | Mottisfont FC         |
| 2007-08 | Mottisfont FC         |
| 2008-09 | Netley Central Sports |
| 2009-10 | Netley Central Sports |
| 2010-11 | Hedge End Rangers     |

### Webbkällor
Den här artikeln är helt eller delvis baserad på material från engelskspråkiga Wikipedia, Hampshire League, 12 februari 2014.